# 海淀清真寺
39°58′39″N 116°17′59″E / 39.97757°N 116.29974°E

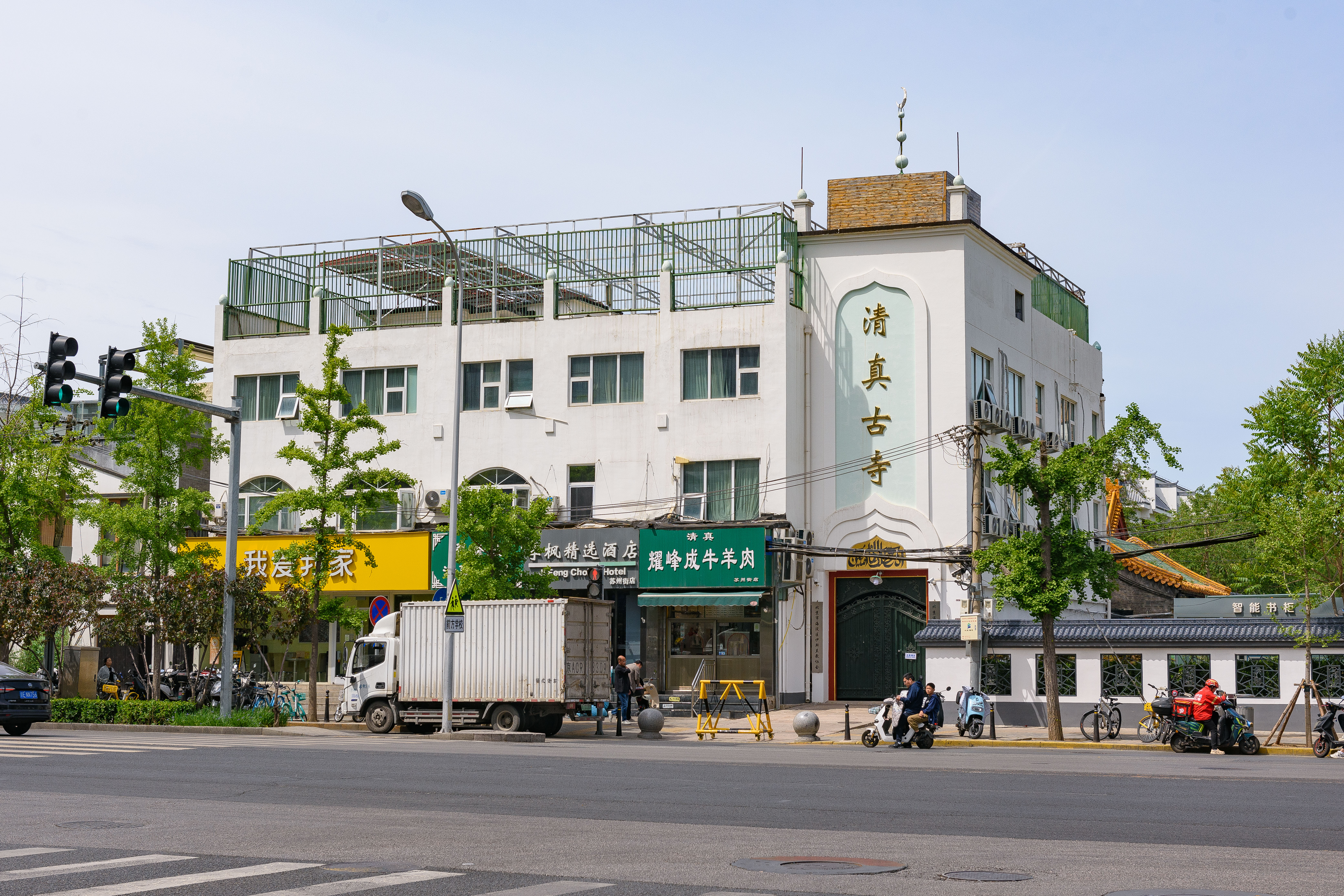
海淀清真寺（2025年5月拍摄自丹棱街）

海淀清真寺，位于北京市海淀区苏州街27号，是一座伊斯兰教清真寺。

## 简介
海淀清真寺位于北京市八一中学东门旁边，毗邻苏州街。
建于明朝末年崇祯年间。文化大革命前，寺内曾立有清朝嘉庆时的重修碑。该寺鼎盛时期占地面积30多亩，有三进院落，设有南、北讲堂。
1950年代到1960年代，该寺停止宗教活动，被印刷厂占用为厂房。
1980年，海淀区人民政府将印刷厂迁出，将将房产逐步归还海淀清真寺，并对该寺进行修缮，该寺重新开始宗教活动。
1995年苏州街扩建，海淀清真寺的山门位于拆迁地段，海淀区人民政府乃拨款改建山门，并重修清真寺。
2009年，海淀清真寺复旧大修完工。大修之后，海淀清真寺按照明清样式，修复了三个大殿的走廊、墙壁上的山水绘画，殿内穹框的《古兰经》经文，梁柱的彩绘，内屋顶300余块“真主的99个尊名”。三个大殿的屋顶改铺蓝琉璃瓦；地面按清代式样重铺砖石。